# Awangard (Stratosphären-Gleitflugkörper)
Awangard (russisch Авангард „Vorhut“) ist ein in Russland entwickelter Stratosphären-Hyperschallgleiter, der mit Interkontinentalraketen der Strategischen Raketentruppen Russlands eingesetzt wird.

## Entwicklung
Das Konzept für einen suborbitalen Stratosphären-Gleitflugkörper wurde in den 1930er-Jahren vom österreichischen Ingenieur Eugen Sänger erdacht. Während des Kalten Krieges wurde dieses Konzept von den Vereinigten Staaten und der Sowjetunion mehrere Male aufgegriffen. Die Umsetzung scheiterte aber jeweils an der technischen Machbarkeit.
Der Ursprung von Projekt Awangard ist unbekannt, liegt aber möglicherweise in den Spiral- und BOR-Programmen. Ab Mitte der 1980er-Jahre wurden in der Sowjetunion verstärkt Anstrengungen unternommen, einen solchen Gleitflugkörper zu entwickeln. Eine erste Testserie mit vier Raketenstarts erfolgte von 1990 bis 1992 im Rahmen des Programms Albatros. Danach stand das Programm für Jahre still.
In den Jahren 2001, 2004 und 2011 erfolgte jeweils ein Raketenstart. Sämtliche dieser durchgeführten Tests waren Fehlschläge. Ab 2014 wurde das Projekt verstärkt vorangetrieben. Im Rahmen des nun Projekt 4202 genannten Entwicklungsprojektes erfolgten vier weitere Teststarts in den Jahren 2014, 2015 und 2016. Zu dieser Zeit erschienen auch das erste Mal die Bezeichnungen 15YU-70, 15YU-71 und 15YU-74 für die Gleitflugkörper. Von diesen vier Tests sind nach offiziellen Angaben drei erfolgreich verlaufen. Gemäß Aussagen des russischen Verteidigungsministers Sergei Schoigu erfolgten die Teststarts vom Raketenstützpunkt Dombarowski im südlichen Ural. Dabei wurden die Awangard-Gleitflugkörper jeweils mit modifizierten UR-100N-Interkontinentalraketen gestartet. Danach wurden die Gleitflugkörper am Rande der Erdatmosphäre mit 20-facher Schallgeschwindigkeit in das rund 6000 km entfernte Raketentestgelände Kura auf der Halbinsel Kamtschatka geleitet und schlugen dort zielgenau ein. Ein weiterer Test im Oktober 2017 endete mit einem Misserfolg.
Nach einem erfolgreichen Test im Jahr 2018 erklärte das Verteidigungsministerium der Russischen Föderation im Dezember 2019 den Awangard-Gleitflugkörper für einsatzbereit. Danach wurde im Dezember 2019 die 13. Raketendivision in Jasny mit zwei modifizierten UR-100N-Interkontinentalraketen mit Awangard-Gleitflugkörpern ausgerüstet.

## Funktion und Technik
Über Awangard ist wenig bekannt, wobei die vorhandenen Informationen von russischen Staatsmedien oder Analysen westlicher Rüstungsexperten stammen. Awangard verwendet mindestens zwei unterschiedliche Gleitflugkörper: Den Typ 15YU-71 mit einem konventionellen Sprengkopf sowie den kleineren 15YU-74 mit einem Nukleargefechtskopf. Je nach Quelle soll dessen Sprengkraft 150 kT oder 2 MT betragen. Auf den von Russland präsentierten Computeranimationen hat der Gleitflugkörper eine dreieckförmige Rumpfgeometrie mit einer geschätzten Länge von 5,4 m.
Für den Start des Awangard verwenden die Strategischen Raketentruppen Russlands modifizierte UR-100N-Interkontinentalraketen (GURWO-Index: RS-18, NATO-Codename: SS-19 Stiletto). Diese modifizierten Raketen tragen die Bezeichnung UR-100N-UTTCh bzw. A35-71 wobei das Gesamtsystem auch als 15A35P bezeichnet wird. In Zukunft soll auch die Interkontinentalrakete RS-28 „Sarmat“ mit Awangard-Gleitflugkörpern bestückt werden können. Die UR-100N-UTTCh-Interkontinentalraketen sind zweistufige Raketen mit Flüssigkeitsraketentriebwerken. Anstelle des Wiedereintrittskörperträgers (auch als Bus bezeichnet) für die MIRV-Wiedereintrittskörper, sind diese Raketen mit einem einzelnen Awangard-Gleitflugkörper ausgerüstet. Durch die Größe des Gleitflugkörpers musste für die Rakete eine vergrößerte Nutzlastverkleidung entwickelt werden. Da die so modifizierten Raketen deutlich länger sind als das Ursprungsmodell, müssen sie in Raketensilos der wesentlich größeren R-36M-Interkontinentalraketen (GURWO-Index: RS-20A, NATO-Codename: SS-18 Satan) stationiert werden.
Mit der UR-100N-UTTCh-Rakete wird Awangard in einen niedrigen Orbit (LEO) transportiert. Da Interkontinentalraketen stark beschleunigen und hohe Geschwindigkeiten erreichen, sorgt die UR-100N-UTTCh-Rakete für eine sehr hohe Anfangsgeschwindigkeit des Gleitflugkörpers. So erreichte z. B. die LGM-118 Peacekeeper eine Brennschlussgeschwindigkeit über 24.000 km/h. Auf einer Höhe von rund 100 km wird der Gleitflugkörper von der Rakete abgekoppelt. Der Gleitflugkörper folgt jetzt zunächst der vorgegebenen Ballistischen Trajektorie und sinkt dann in einem flachen Winkel auf die oberen Atmosphärenschichten hinunter. Auf diesen gleitet er auf einer wellenförmigen Flugbahn in Richtung Zielgebiet. Dabei soll der Gleitflugkörper gemäß russischen Angaben manövrieren und Ausweichmanöver ausführen können. In dieser Flugphase soll der Gleitflugkörper Fluggeschwindigkeiten von Mach 20–27 erreichen. Durch die Reibungshitze entsteht heißes Plasma auf der Flugkörper-Oberfläche. Dieses kann Temperaturen von 2.000–2.500 °C erreichen. Solch hohe Temperaturen machen einen Hitzeschild unabdingbar.
Nach russischen Angaben war dafür die Entwicklung von speziellen Kompositwerkstoffen erforderlich, welche diesen Temperaturen widerstehen können. Wie Steuerung und Lenkung des Flugkörpers erfolgen, wurde nicht veröffentlicht. Da sich der Flugkörper erdnah bewegt, ist die Verwendung eines Trägheitsnavigationssystems denkbar. Da der Flugkörper von ionisiertem Plasma umschlossen ist, ist es nahezu unmöglich, dass dieser elektromagnetische Wellen senden und empfangen kann. So ist eine Steuerung mittels Satellitennavigationssystem im bisherigen Frequenzbereich auszuschließen. Allerdings wäre eine Fernsteuerung über Ultrakurzwelle möglich. Die Lageregelung und Lenkung erfolgt vermutlich mit Steuerdüsen. Weiter wird auch über einen Antrieb mit einem Scramjet-Triebwerk spekuliert.
In einer Entfernung von etwa 500 km zum Ziel beginnt der Gleitflugkörper mit dem Wiedereintritt in die Erdatmosphäre. Beim Durchfliegen der Erdatmosphäre mit Hyperschallgeschwindigkeit wandelt der Gleitflugkörper in kurzer Zeit viel kinetische Energie in Wärme um und erhitzt sich weiter. Dabei verringert sich die Geschwindigkeit des Flugkörpers auf etwa Mach 14–15. Die Steuerung in dieser letzten Flugphase erfolgt vermutlich mit Steuerflächen.
Gemäß russischen Angaben sollen mit Awangard interkontinentale Reichweiten erzielt werden. Seine Manövrierfähigkeit soll Awangard einen Vorteil gegenüber herkömmlichen Interkontinentalraketen verschaffen. Durch seine indirekte Flugbahn sei ihr eigentliches Zielgebiet für Raketenabwehrsysteme kaum kalkulierbar. Nach Angaben des Oberbefehlshabers des United States Strategic Command (USSTRATCOM), John E. Hyten, gebe es wie auch gegen Interkontinentalraketen bislang keine zuverlässige Verteidigungsmöglichkeit mittels Flugkörpern gegen solche Waffensysteme.

## Strategische Aufgabe
Im März 2018 wurde Awangard vom russischen Staatspräsidenten Wladimir Putin zusammen mit fünf weiteren „Wunderwaffen“ präsentiert, die er als „technische Durchbrüche und als Garanten der Sicherheit Russlands auf mehrere Jahrzehnte hinaus“ bezeichnete. Sie sollen aus russischer Sicht die Zweitschlagfähigkeit des Landes sichern und das nukleare Gleichgewicht aufrechterhalten, welches Russland seit dem Austritt der USA aus dem ABM-Vertrag und durch den globalen Ausbau der US-Raketenabwehrsysteme als bedroht sieht.

## Stationierung
Anfang 2024 waren 10 UR-100N-UTTCh-Raketen mit jeweils einem Awangard-Gleitflugkörper einsatzbereit. Diese gehören zum 368. Raketenregiment der 13. Raketendivision in Jasny. Weitere UR-100N-UTTCh-Raketen sollen zum Transport von Awangard-Gleitflugkörpern umgebaut werden.